# Sobieskibrug
De Sobieskibrug, ook gekend als de Koloniale Brug, is een monumentale liggerbrug in Laken, deel van Brussel waarmee de Witte-Acacialaan, onderdeel van het traject van de N291, de Jan Sobieskilaan oversteekt. De 31 meter lange en 12 meter brede brug heeft 1906 als bouwjaar. De brug bestaat uit metalen liggers op twee stenen brughoofden en gietijzeren kolommen.

## Geschiedenis
In de jaren 1870 had koning Leopold II een deel van de gronden rond het Koninklijk Paleis in een ruilverkoop overgemaakt aan de Belgische staat zodat daar een park kon ingericht worden, het park van Laken. Het park grensde in het westen aan de nieuwe wijken van Laken, waar grote lanen werden aangelegd, met huidige namen als de Emile Bockstaellaan, de De Smet de Naeyerlaan, de Houba-de Strooperlaan en de huidige Sobieskilaan. De brug bood de mogelijkheid van in deze nieuwe wijk van Laken het park te bereiken, en het hoogteverschil tussen het park en het tracé van wat nu de Sobieskilaan is, te overbruggen.
De brug werd sinds de vroege 20e eeuw ook soms de Koloniale Brug genoemd omdat de brug direct ten zuiden van de Koloniale Tuin aan het park van Laken uitkwam, de Koloniale Tuin waar de exotische plantencollectie van Leopold II verworven tijdens expedities in Congo-Vrijstaat een nieuwe en ruimere plaats vond, een collectie die voor de aankoop van de gronden van de Tuin in 1905 in de Koninklijke Serres van Laken terecht kwamen, maar daar door plaatsgebrek steeds moeilijker konden tentoongesteld worden. De planten verhuisden later nogmaals, naar de Plantentuin Meise waardoor de betrokken tuin wel een aparte naam behield maar meer onderdeel werden van het grotere geheel van het park van Laken, waarvan de Koloniale Tuin enkel door het tracé van de Ebbebomenlaan gescheiden is. 
In 1934 kreeg de laan onder de brug, het aangrenzende park en de brug de naam Sobieski in ere van de 17e-eeuwse vorst Jan III Sobieski, vorst van de Republiek van de Poolse Kroon en Grootvorstendom Litouwen. 

## Kenmerken
De brug, net als de brug van de Lambermontlaan over de Haachtsesteenweg, en de Helmetsesteenwegbrug, de brug van de Lambermontlaan over de Helmetsesteenweg, werd ontworpen in belle époquestijl door ingenieur Paul Christophe voor het bestuur Bruggen en Wegen.
De metalen liggers zijn met klinknagels verbonden en steunen op beide uiteinden op gemetste brughoofden. In de vier hoeken van deze twee brughoofden zijn de monogrammen en kroon van koning Leopold II ingewerkt, in een gebeeldhouwde krans van eikenbladeren. De liggerbrug steunt op acht gietijzeren kolommen, met Korinthische kapitelen. De brug bestaat eigenlijk uit drie segmenten, waarbij de uiterste segmenten steunen op brughoofd en kolommen, en het middelste segment aan beide uiteinden op deze twee rijen van telkens vier kolommen steunt. Op de brug zijn aan beide brugleuningen bronzen lantaarnpalen en lantaarns geplaatst, gegoten door de Compagnie des Bronzes Bruxelles uit Molenbeek.
De brug kan door voetgangers ook rechtstreeks vanaf de Sobieskilaan genomen worden, langs de aan de zuidwestelijke hoek van het brugdek geconstrueerde overdekte monumentale trap in blauwe steen die tot op het brugdek in de Witte-Acacialaan leidt.

## Erkenning
De brug is beschermd sinds 14 maart 1996. Het is een van slechts vijf bruggen die in het Brussels gewest als monument van onroerend erfgoed geklasseerd en beschermd zijn. De andere vier zijn de spoorwegbrug over de Gerijstraat in Anderlecht, de Gray-Kroonbrug in Elsene, en twee andere bruggen ook in Laken, de Jubelfeestbrug en de Chambondoorgang.
Toen in de aanloop naar het Europees kampioenschap voetbal 2020 door UEFA in 2012 de pan-Europese organisatie met speelsteden in meerdere Europese landen naar voor werd geschoven, stelde ook Brussel zich kandidaat en werd deze stad met een nieuw nog te bouwen stadium in 2014 geselecteerd. De feesteditie van het 60-jarig bestaan van Europese voetbalkampioenschappen zou door zijn opzet eenheid en verbondenheid uitstralen, wat in de EK-logo's van de speelsteden werd gesymboliseerd door het profiel van een bekende lokale brug. Voor Brussel, wat tot 2017 in de running bleef, werd hier voor de Sobieskibrug gekozen.

## Galerij

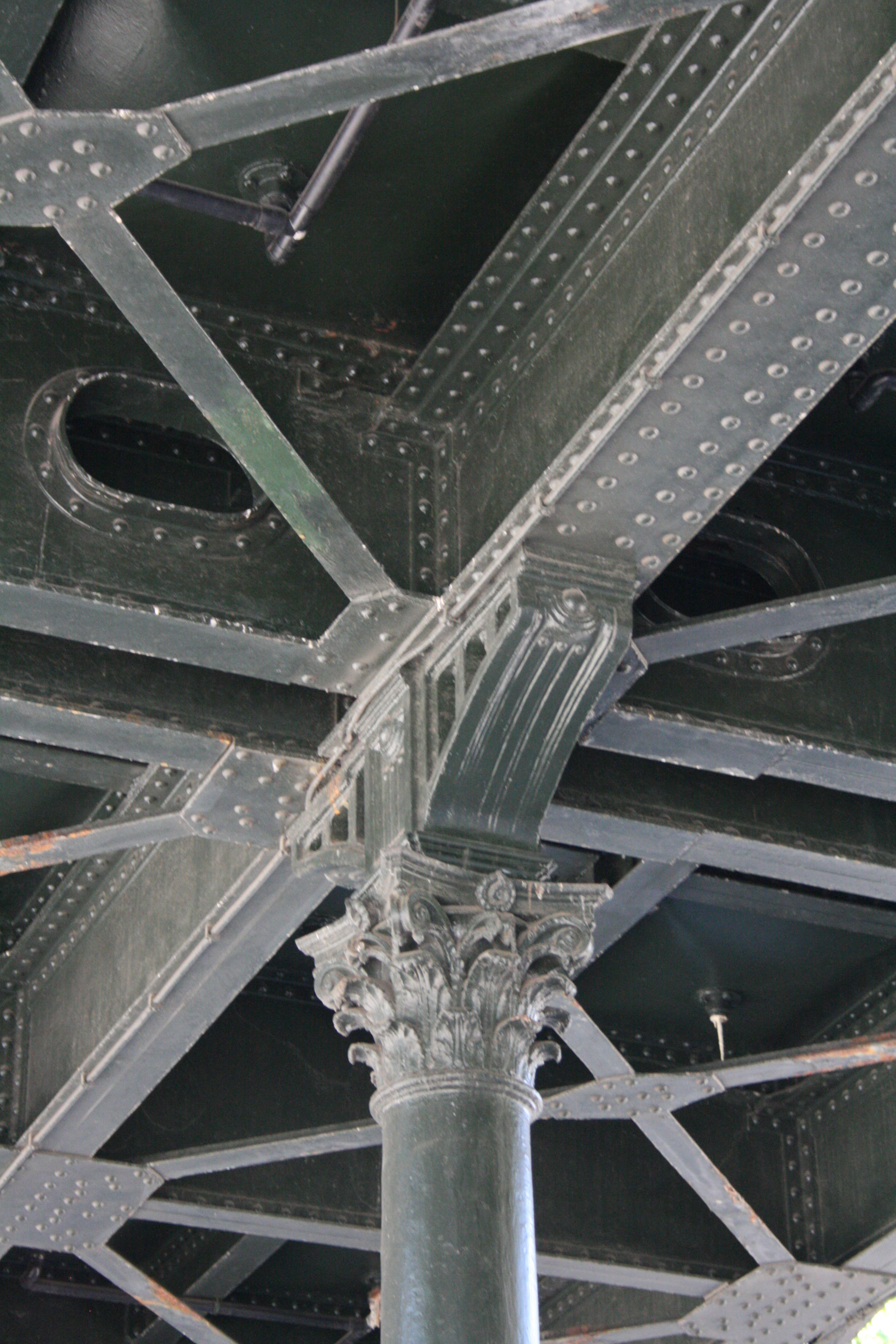
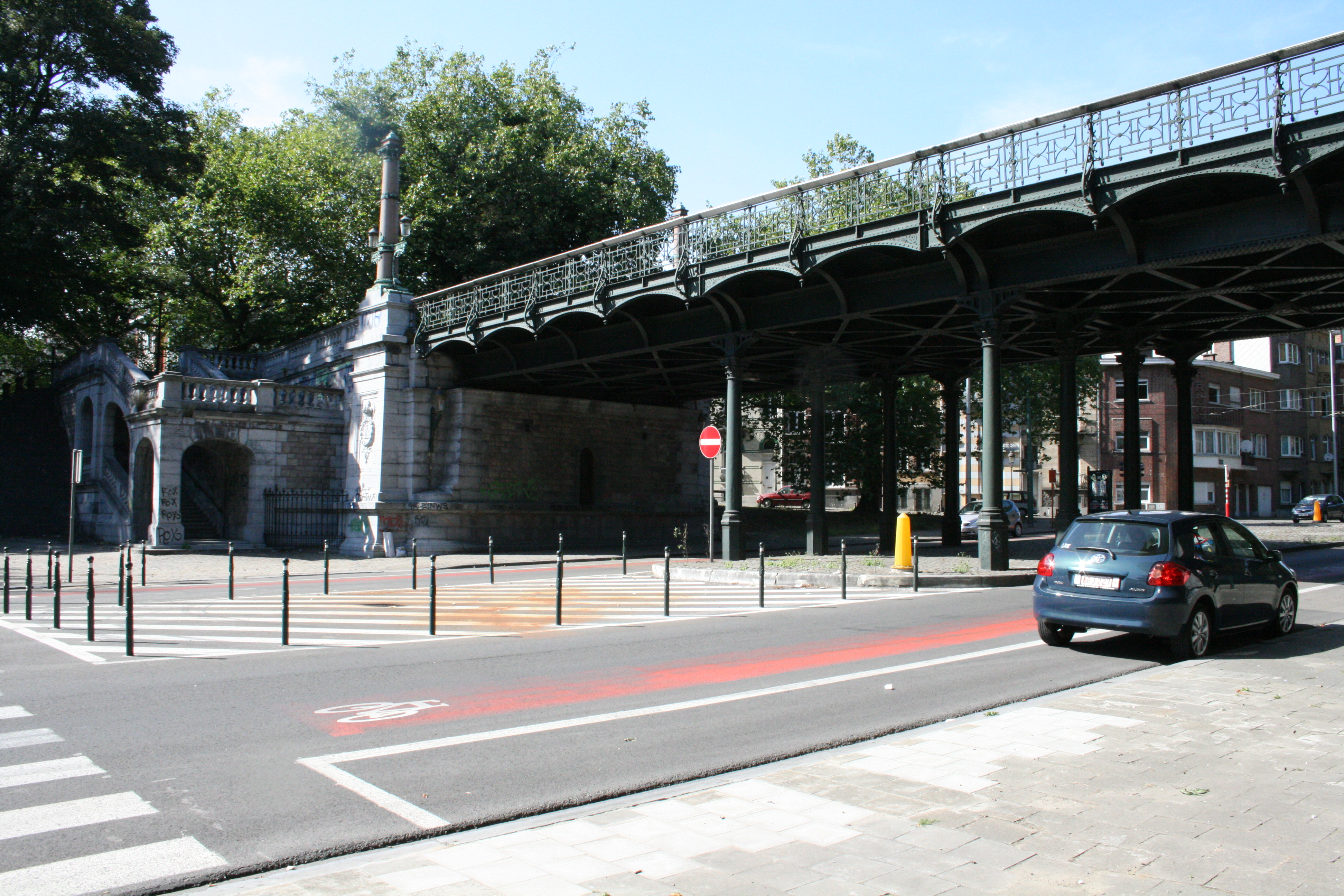
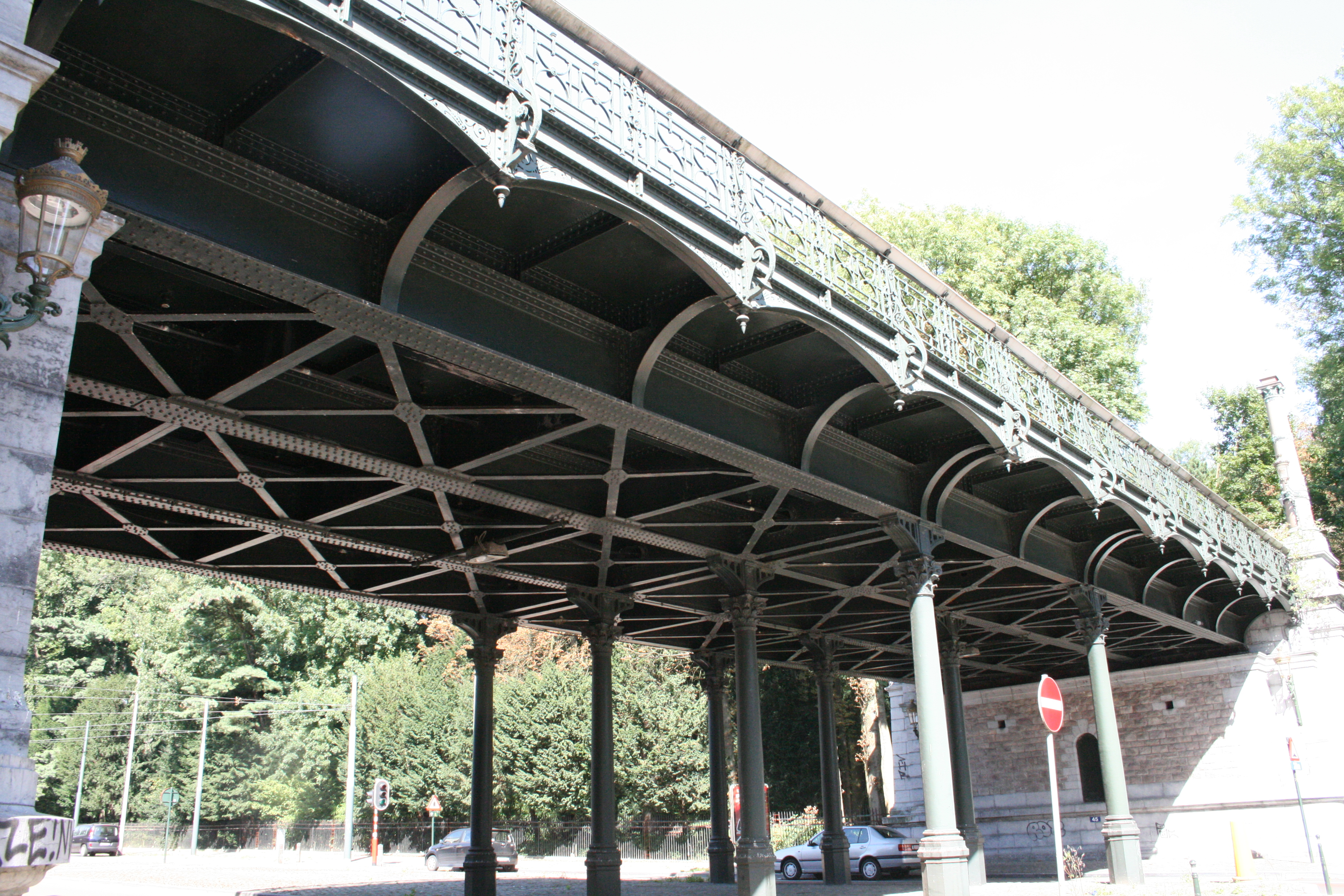